# اولگ بوریسوویچ گولوبیتسکی
اولگ بوریسوویچ گولوبیتسکی (۷ ژوئن ۱۹۲۳، مسکو، اتحاد جماهیر شوروی - ۷ سپتامبر ۱۹۹۵، مسکو، روسیه) - بازیگر اهل کشور روسیه (شوروی) بود. از فیلم‌هایی که وی در آنها نقش آفرینی کرده می‌توان به تاراس شوچنکو اشاره نمود.